# Ivanhorod, Hrîstînivka
Ivanhorod (în ucraineană Івангород) este o comună în raionul Hrîstînivka, regiunea Cerkasî, Ucraina, formată numai din satul de reședință.

## Demografie
Componența lingvistică a comunei Ivanhorod
     Ucraineană (97,82%)
     Rusă (1,68%)
Conform recensământului din 2001, majoritatea populației comunei Ivanhorod era vorbitoare de ucraineană (97,82%), existând în minoritate și vorbitori de rusă (1,68%).